# 1494
1494 (MCDXCIV) a fost un an comun al calendarului iulian, care a început într-o zi de miercuri.

## Evenimente
- Carol al VIII-lea, rege a Franței, revendică regatul din Napoli și atacă Florența.
- Girolamo Savonarola proclamă "Statul sfânt" sau "Statul lui Dumnezeu" în Florența.
- Piero de' Medici, alungat din Florența, este găzduit la Bologna de către familia Bentivoglio.
- Sibiu: Se înființează prima farmacie pe teritoriul actual al României.

## Nașteri
- 24 martie: Georgius Agricola, om de știință german, părintele mineralogiei (d. 1555)
- 27 aprilie: Soliman I (Soliman Magnificul), al zecelea sultan al Imperiului Otoman (d. 1566)
- 12 septembrie: Francisc I al Franței, rege al Franței (d. 1547)
- 5 noiembrie: Hans Sachs, poet și dramaturg german (d. 1576)
- François Rabelais, scriitor și preot francez (d. 1553)
- Rosso Fiorentino, pictor italian (d. 1540)

## Decese
- 11 august: Hans Memling, 59 ani, pictor german (n. 1435)
- 21 octombrie: Gian Galeazzo Sforza, 25 ani, duce de Milano (n. 1469)
- 24 noiembrie: Paul Chinezu, 62 ani, conducător de armată maghiar (n. 1432)